# Johann Wilhelm Heinrich Conradi

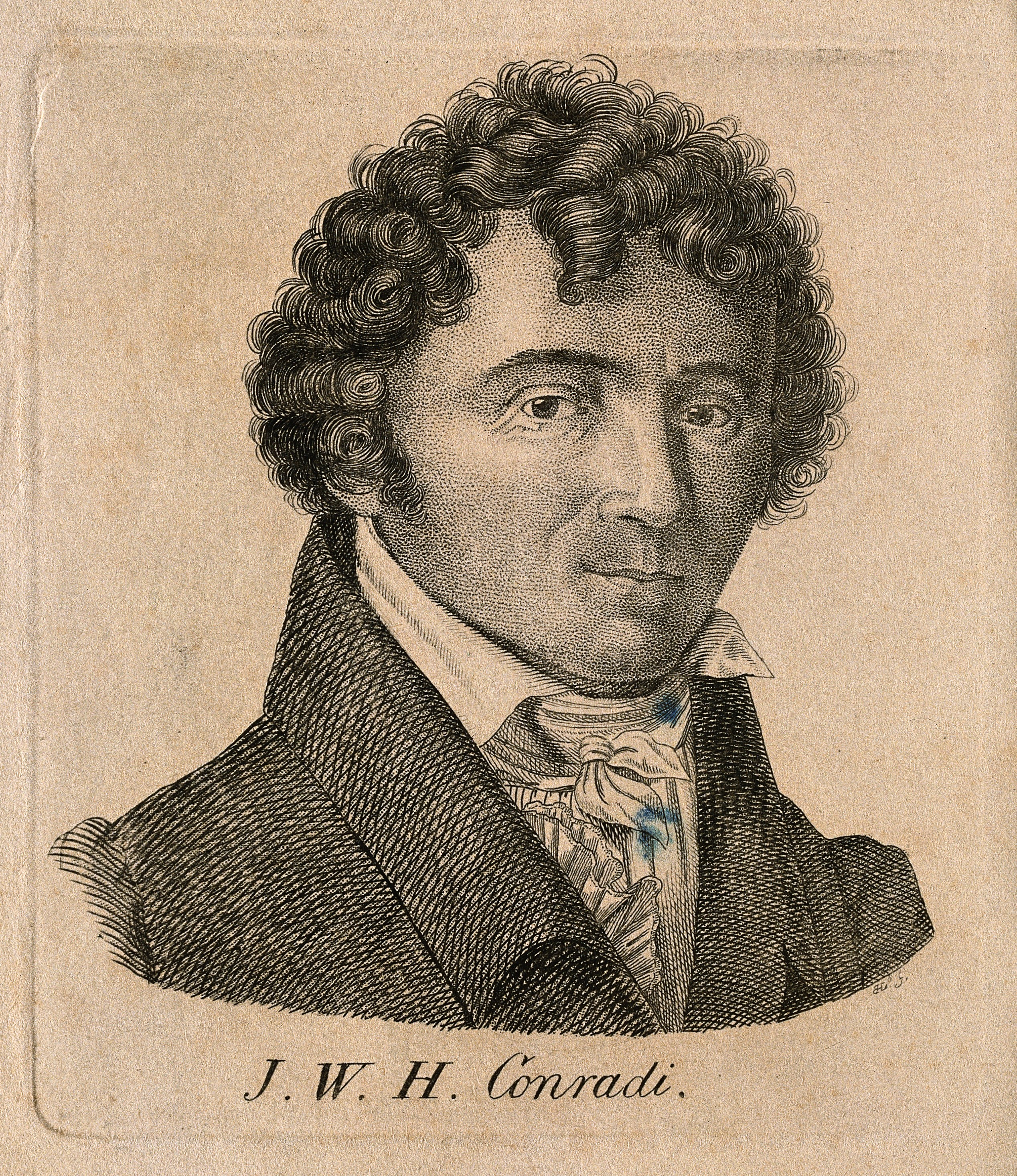
J. W. H. Conradi

Johann Wilhelm Heinrich Conradi (* 22. September 1780 in Marburg; † 17. Juni 1861 in Göttingen) war ein deutscher Mediziner.

## Leben
Johann Wilhelm Heinrich Conradi war der Sohn des Johann Ludwig Conradi sowie dessen 1835 gestorbener Frau Anna Florentine und wurde in Marburg am 22. September 1780 geboren und besuchte ein Gymnasium in Hanau. Er studierte ab Ostern 1797 Medizin an der Universität Marburg. Am 13. Januar 1802 wurde er promoviert. Bereits zu Ostern übernahm er eine Dozentenstelle, wurde 1803 außerordentlicher Professor und zwei Jahre darauf zum ordentlichen Professor befördert. 1809 übertrug man ihm die Leitung der Poliklinik, 1812 wurde er Direktor der stationären Klinik eines Krankenhauses, dessen Bau er selbst mitgeleitet hatte. Eine Professur der Medizin und die Leitung der Universitätsklinik Heidelberg übernahm Conradi Herbst 1814. Weiterhin erhielt er Wünsche, er möge Stellen übernehmen; zuerst 1818 von der Universität Bonn, dann von jener in Berlin und schließlich von der Universität Göttingen; die Angebote jedoch lehnte er allesamt ab. Als letztere Universität 1823 erneut eine Stelle anbot, nahm Conradi sie wahr. So übernahm er zunächst das poliklinische Institut und später (1837) das akademische Krankenhaus, welches er bis 1853, seinem 50. Professor-Jubiläum, leitete; seine Lehrtätigkeit jedoch behielt er bei.
Als Arzt, Hochschullehrer und Klinikleiter leistete Conradi anscheinend gute Dienste und war nicht nur unter seinen Schülern beliebt. So wurde ihm seitens der Regierung 1812 eine Stelle als Hofrat angeboten, 1819 beförderte man ihn zum Geheimen Hofrath und 1852 zum Obermedizinalrat. Darüber hinaus war er Ritter des Guelphen-Ordens und gehörte mehreren Gelehrten-Gesellschaften an, darunter der Göttinger Akademie der Wissenschaften (seit 1823). 1853 auch hatte er den Ehrendoktor der Philosophie von der philosophischen Fakultät Göttingen ausgehändigt bekommen. Am 17. Juni 1861 verstarb er im Alter von 80 Jahren.
Conradi war in erster Ehe mit Johanna Friederike Schreidt, die vor 1824 gestorben ist und aus Hanau stammt, verheiratet, nach deren Tod verheiratete er sich in Göttingen mit Johanna Marie Ernestine, die 1799 geboren wurde und bis 1857 lebte. Aus der ersten Ehe stammen fünf Söhne und eine Tochter, der zweiten Ehe entstammen zwei Söhne.
Nach Conradi ist die Conradistraße auf den Marburger Lahnbergen benannt.

## Werke
- Kritik der medizinischen Lehre des Dr. Broussais. Oswald, Heidelberg 1823.
- Beitrag zur Geschichte der Manie ohne Delirium. Dieterich, Göttingen 1835. (Digitalisat)
- Bemerkungen ueber die Medicinischen Grundsatze der Koischen und Knidischen Schule. Dieterich, Göttingen 1856. (Digitalisat)
- Einleitung in das Studium der Medicin. Krieger, Marburg 1828. (Digitalisat)
- Handbuch der allgemeinen Pathologie. Krieger, Marburg 1822. (Digitalisat 1. Auflage), (6. Auflage 1841)
- Handbuch der speciellen Pathologie. Krieger, Marburg 1826. (Digitalisat Band 1), (Band 2)
- Handbuch der allgemeinen Therapie. Krieger, Kassel 1833. (Digitalisat)
- Über das medizinisch-klinische Institut in dem akademischen Hospital zu Heidelberg. Heidelberg 1817.